# FC Spartak Varna
El FC Spartak Varna (en búlgaro: ПФК Спартак Варна) es un club de fútbol de Bulgaria que milita en la A PFG, la liga de fútbol más importante del país.

## Historia
Fue fundado en el año 1918 en la ciudad de Varna con el nombre SC Sokol por un grupo de jóvenes que jugaban fútbol juntos desde haces dos años, aunque el equipo fue registrado con el nombre Bulgarski Sokol, siendo uno de los equipos más pobres de los suburbios de Varna
En 1924, el equipo se fusionó con el Shipka, convirtiéndose en uno de los equipos más fuertes de la ciudad. En 1945 se fusionó con otros equipos de la ciudad, el Levski y el Radetski, cambiando su nombre a Spartak Varna. En 1969 se fusionó con el Lokomotiv y cambiaron de nombre por el de JSK-Spartak. Es conocido por ser el primer equipo de Bulgaria en jugar en la Recopa de Europa de fútbol en 1961-62. Ha sido campeón de liga en una ocasión con el nombre Shipchenski Sokol, único título ganado en su historia y ha sido finalista del torneo de Copa dos veces.
A nivel internacional ha participado en siete torneos continentales, donde nunca ha superado la segunda ronda.

## Palmarés
- Liga Profesional de Bulgaria: 1

1932
- Copa de Bulgaria: 0
  - Finalista: 2

1961, 1983
- B PFG: 8

1953, 1964–65, 1970–71, 1974–75, 1981–82, 1994–95, 2005–06, 2023-24
- Tercera Liga de Bulgaria: 3

2010–11, 2018–19, 2020–21
- Grupo Regional A: 1

2015-16

## Participación en competiciones de la UEFA
| Temporada | Torneo           | Ronda      | Club                | Casa | Visita | Global   |
| --------- | ---------------- | ---------- | ------------------- | ---- | ------ | -------- |
| 1961–62   | Cup Winners' Cup | Preliminar | Rapid Wien          | 2–5  | 0–0    | 2–5      |
| 1983–84   | Cup Winners' Cup | 1          | Mersin İY           | 1–0  | 0–0    | 1–0      |
| 1983–84   | Cup Winners' Cup | 2          | Manchester United   | 1–2  | 0–2    | 1–4      |
| 1996      | Intertoto Cup    | Grupo 8    | ŁKS Łódź            | –    | 1–1    | 4° Lugar |
| 1996      | Intertoto Cup    | Grupo 8    | KAMAZ               | –    | 2–2    | 4° Lugar |
| 1996      | Intertoto Cup    | Grupo 8    | 1860 München        | 2–1  | –      | 4° Lugar |
| 1996      | Intertoto Cup    | Grupo 8    | Kaučuk Opava        | 0–1  | –      | 4° Lugar |
| 1997      | Intertoto Cup    | Grupo 10   | Montpellier         | 1–1  | –      | 5° Lugar |
| 1997      | Intertoto Cup    | Grupo 10   | Groningen           | 0–2  | –      | 5° Lugar |
| 1997      | Intertoto Cup    | Grupo 10   | Gloria Bistrita     | –    | 1–2    | 5° Lugar |
| 1997      | Intertoto Cup    | Grupo 10   | Čukarički           | –    | 0–3    | 5° Lugar |
| 1998      | Intertoto Cup    | 1          | Baltika Kaliningrad | 1–1  | 0–4    | 1–5      |
| 1999      | Intertoto Cup    | 1          | Sint-Truidense      | 1–2  | 0–6    | 1–8      |
| 2001      | Intertoto Cup    | 1          | Dyskobolia Grodzisk | 4–0  | 0–1    | 4–1      |
| 2001      | Intertoto Cup    | 2          | Tavriya Simferopol  | 0–3  | 2–2    | 2–5      |

## Jugadores

### Jugadores destacados
- Georgi Arnaudov
- Iliya Kirchev
- Ivan Filipov
- Kiril Pandov
- Toma Zahariev
- Raptor Phuĉkov
- Aleksandar Koev
- Iliya Bulashev
- Hristo Valchanov
- Zhivko Gospodinov
- Ivan Petrov
- Krasimir Zafirov
- Stefan Naydenov
- Hristo Nikolov - Choko
- Rumen Dimov
- Valentin Stanchev
- Nikolay Stanchev
- Ivo Georgiev
- Vladislav Mirchev
- Razmik Grigoryan
- Ortega Deniran
- Bratislav Mijalković
- Uroš Golubović
- Ivan Krizmanić
- Mile Knežević
- Saša Antunović

## Entrenadores
| Nombre                                                      | País                     | Periodo   |
| ----------------------------------------------------------- | ------------------------ | --------- |
| Ferenz Fann                                                 | Alemania                 | 1932      |
| Dietmar Marius                                              | Austria                  | 1933      |
| Aleksandar Kondov                                           | Bulgaria                 | 1945      |
| Stefan Kalachev                                             | Bulgaria                 | 1949–50   |
| Kiril Pavlov                                                | Bulgaria                 | 1950      |
| Hristo Minkovski                                            | Bulgaria                 | 1951      |
| Kiril Pavlov                                                | Bulgaria                 | 1952–54   |
| Trendafil Stankov                                           | Bulgaria                 | 1954–55   |
| Stefan Kalachev                                             | Bulgaria                 | 1956–57   |
| Toma Zahariev                                               | Bulgaria                 | 1958–64   |
| Trendafil Stankov                                           | Bulgaria                 | 1964      |
| Petar Minchev                                               | Bulgaria                 | 1965–66   |
| Ivan Radoev                                                 | Bulgaria                 | 1966–67   |
| Toma Zahariev                                               | Bulgaria                 | 1967–69   |
| Trendafil Stankov                                           | Bulgaria                 | 1969      |
| Stefan Semov                                                | Bulgaria                 | 1970–71   |
| Ivan Filipov                                                | Bulgaria                 | 1971      |
| Vasil Spasov                                                | Bulgaria                 | 1972      |
| Borislav Milenov                                            | Bulgaria                 | 1972–73   |
| Iliya Kirchev                                               | Bulgaria                 | 1973–74   |
| Dobromir Tashkov                                            | Bulgaria                 | 1974–75   |
| Dimitar Doychinov                                           | Bulgaria                 | 1975–78   |
| Spas Kirov Iliya Kirchev                                    | Bulgaria                 | 1978–79   |
| Ivan Filipov                                                | Bulgaria                 | 1979–80   |
| Boris Pavlov                                                | Bulgaria                 | 1980      |
| Vasil Nenov                                                 | Bulgaria                 | 1981      |
| Ivan Vutsov                                                 | Bulgaria                 | 1981–83   |
| Lyudmil Goranov                                             | Bulgaria                 | 1983–85   |
| Ivan Filipov                                                | Bulgaria                 | 1985–87   |
| Evgeni Yanchovski                                           | Bulgaria                 | 1987–88   |
| Blagoy Kalfov                                               | Bulgaria                 | 1988–89   |
| Stancho Bonchev                                             | Bulgaria                 | 1989–90   |
| Ivan Vasilev                                                | Bulgaria                 | 1990      |
| Lyudmil Goranov                                             | Bulgaria                 | 1991–93   |
| Blagoy Kalfov Kiril Ivkov                                   | Bulgaria                 | 1993      |
| Lyudmil Goranov Krasimir Zafirov                            | Bulgaria                 | 1994      |
| Lyudmil Goranov                                             | Bulgaria                 | 1995      |
| Nikola Hristov                                              | Bulgaria                 | 1995–96   |
| Stefan Grozdanov                                            | Bulgaria                 | 1996–97   |
| Ferario Spasov Blagoy Kalfov                                | Bulgaria                 | 1997      |
| Dimitar Penev                                               | Bulgaria                 | 1998      |
| Radoslav Zdravkov                                           | Bulgaria                 | 1998–99   |
| Velislav Vutsov                                             | Bulgaria                 | 1999–00   |
| Stefan Grozdanov                                            | Bulgaria                 | 2000–02   |
| Dimitar Stoychev                                            | Bulgaria                 | 2002      |
| Miroslav Mironov                                            | Bulgaria                 | 2003      |
| Stefan Grozdanov Radoslav Zdravkov Rumen Dimov Petar Kurdov | Bulgaria                 | 2004      |
| Rumen Dimov Radoslav Zdravkov                               | Bulgaria                 | 2005      |
| Nikolay Stanchev                                            | Bulgaria                 | 2006      |
| Miroslav Mironov                                            | Bulgaria                 | 2006–07   |
| Nedelcho Matushev Georgi Ivanov                             | Bulgaria                 | 2007      |
| Atanas Atanasov                                             | Bulgaria                 | 2007–08   |
| Radoslav Zdravkov Slobodan Stašević Ilko Stanchev           | Bulgaria Serbia Bulgaria | 2008      |
| Dragoljub Simonović Anatolii Kirilov †                      | Serbia Bulgaria          | 2009      |
| Stoil Trankov Atanas Atanasov                               | Bulgaria                 | 2009-     |
| Todor Popov                                                 | Bulgaria                 | 2010-2012 |
| Nicolai Spasov                                              | Bulgaria                 | 2012-     |